# Wilson Oruma
Wilson Oruma (* 30. Dezember 1976 in Warri) ist ein ehemaliger nigerianischer Fußballspieler, der überwiegend als Mittelfeldspieler eingesetzt wurde.

## Karriere

### Verein
Oruma begann seine Karriere in Frankreich beim RC Lens. Als er dort die Jugend durchlaufen hatte, stieß er 1994 zu den Profis vor. Nach zwei Jahren und 35 Spielen wurde Oruma an den AS Nancy ausgeliehen. Hier kam er in der kompletten Saison auf 22 Spiele. Nachdem er zu Lens zurückgekehrt war, brachte er es gerade einmal auf sieben Spiele und wurde kurz darauf ausgemustert. Also wechselte er in die Türkei zu Samsunspor, wo er Stammspieler wurde und in 21 Partien vier Tore erzielte. Doch auch hier hielt es ihn nicht lange. Im Sommer 1999 zog es ihn zu Olympique Nîmes in die Ligue 2, Frankreichs zweithöchste Spielklasse. Hier absolvierte er 25 Einsätze und traf zweimal für Nîmes. Jedoch war auch hier seine Zeit nicht ewig, so wechselte er schließlich zu Servette Genf, wo er in zwei Jahren 49 Mal auflief und zwölf Mal erfolgreich war. Im Sommer 2002 wechselte er zurück nach Frankreich, diesmal zum FC Sochaux, wo er drei Jahre lang blieb, ehe er 2005 ablösefrei zu Olympique Marseille wechselte. Im Sommer 2008 unterschrieb er dann einen Vertrag beim französischen Zweitligisten EA Guingamp, mit dem Wilson Oruma zehn Monate später den Gewinn des französischen Pokals feiern konnte. Am 27. Juli 2009 hat er einen Einjahresvertrag beim Griechischen Erstliga-Aufsteiger AO Kavala unterschrieben. Dort beendete er im Sommer 2010 seine Laufbahn.

### Nationalmannschaft
Für sein Land Nigeria stand er bei der WM 1998 auf dem Platz. 1996 holte er mit den „Supereagles“, wie Nigerias Mannschaft auch genannt wird, die olympische Goldmedaille in Atlanta. 2006 nahm Oruma mit Nigeria an der Afrikameisterschaft in Ägypten teil und wurde Dritter.

## Erfolge

### Verein
- 1998: Französischer Meister mit RC Lens
- 2003: Finalist der Coupe de la Ligue mit dem FC Sochaux
- 2004: Finalist der Coupe de la Ligue mit dem FC Sochaux
- 2005: Intertoto-Cup mit Olympique de Marseille
- 2006: Finale der Coupe de France mit Olympique Marseille
- 2007: Finale der Coupe de France mit Olympique Marseille
- 2007: Französischer Vizemeister mit Olympique Marseille
- 2009: Französischer Pokalsieger mit EA Guingamp

### Nationalmannschaft
- 1993: Weltmeister und Torschützenkönig bei der U-17-Fußball-Weltmeisterschaft in Japan
- 1996: Goldmedaille bei den Olympischen Spielen in Atlanta